# Marcipopsis aureolimbata
Marcipopsis aureolimbata là một loài bướm đêm trong họ Noctuidae.